# Ambassade de Libye en France
L'ambassade de Libye en France est la représentation diplomatique de l'État de Libye auprès de la République française. Elle est située  6-8, rue Chasseloup-Laubat, dans le 15e arrondissement de Paris, la capitale du pays. Son ambassadeur est, depuis 2023, Khaled Kagigi.

## Ambassadeurs de Libye en France
Sous le régime de la Jamahiriya arabe libyenne entre 1977 et 2011, le titre de l'ambassadeur était « secrétaire général du bureau populaire ».
| Date de nomination | Date de nomination | Date de remise des lettres de créance | Date de remise des lettres de créance | Ambassadeur                   |
| ------------------ | ------------------ | ------------------------------------- | ------------------------------------- | ----------------------------- |
| ?                  |                    | 5 juin 1958                           | [ JORF 1 ]                            | Moustapha Ben Halim           |
| ?                  |                    | 1960                                  |                                       | ?                             |
|                    |                    | 1967                                  |                                       | Taher Caramanli               |
| ?                  |                    | 1968                                  |                                       | Abdulhamid al-Bakkush         |
| ?                  |                    | 13 juillet 1971                       | [ JORF 2 ]                            | Kadri El Attrach              |
| ?                  |                    | 23 décembre 1975                      | [ JORF 3 ]                            | Kamel el Maghour (ar)         |
| ?                  |                    | 16 février 1978                       | [ JORF 4 ]                            | Ashour Gargoum                |
| ?                  |                    | 25 mars 1985                          | [ JORF 5 ]                            | Hamed Ahmed El-Houderi        |
| ?                  |                    | 27 mars 1995                          | [ JORF 6 ]                            | Ali Triki                     |
| ?                  |                    | 9 mai 2000                            | [ JORF 7 ]                            | Abdessalam Ali El Mazoughi    |
| ?                  |                    | 20 avril 2004                         | [ JORF 8 ]                            | Mohamed Abdellah Al-Harari    |
| ?                  |                    | 15 janvier 2010                       | [ JORF 9 ]                            | Mohamed Salaheddine Zarem (*) |
| ?                  |                    | 22 décembre 2011                      | [ JORF 10 ]                           | Alshiabani Mansour Abuhamoud  |
| ?                  |                    | 12 avril 2019                         | [ JORF 11 ]                           | Hamed Elhouderi               |
| ?                  |                    | 22 septembre 2023                     | [ JORF 12 ]                           | Khaled Kagigi                 |

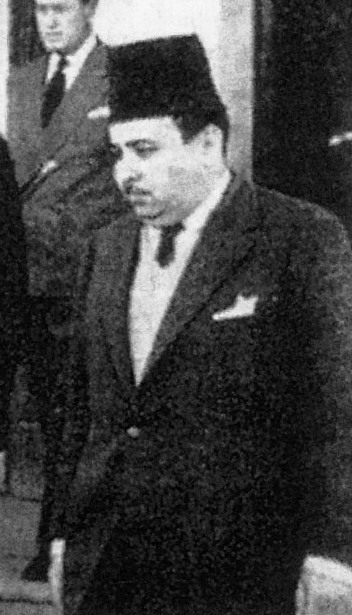
Moustapha Ben Halim a été ambassadeur de Libye en France entre 1958 et 1960.

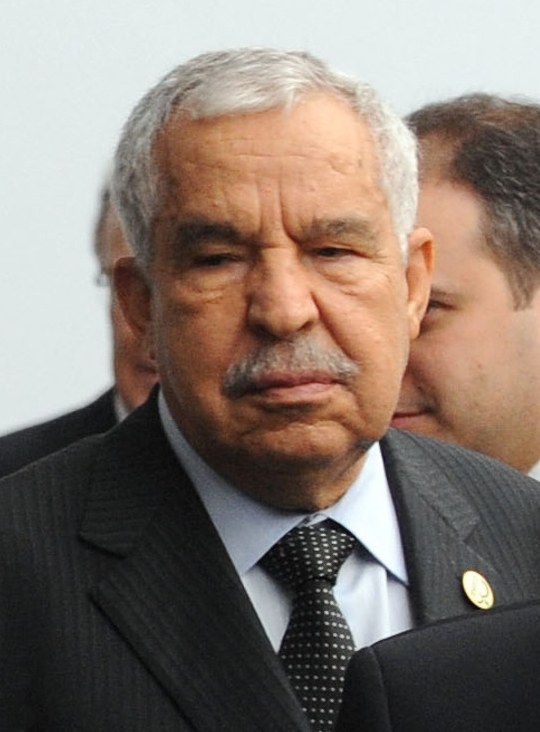
Ali Triki a été ambassadeur de Libye en France entre 1995 et 2000.

(*) Démissionne le 25 février 2011, après l'intrusion dans l'ambassade de militants soutenant les rebelles, lors de la guerre civile libyenne. Le 8 août 2011, les clés de l'ambassade sont remises à Mansour Saif Al-Nasr, représentant du Conseil national de transition, alors récemment reconnu par la France.

## Consulats
Outre la section consulaire de son ambassade (9, rue Kepler, dans le 16e arrondissement de Paris), la Libye possède un consulat général à Marseille.

## Histoire

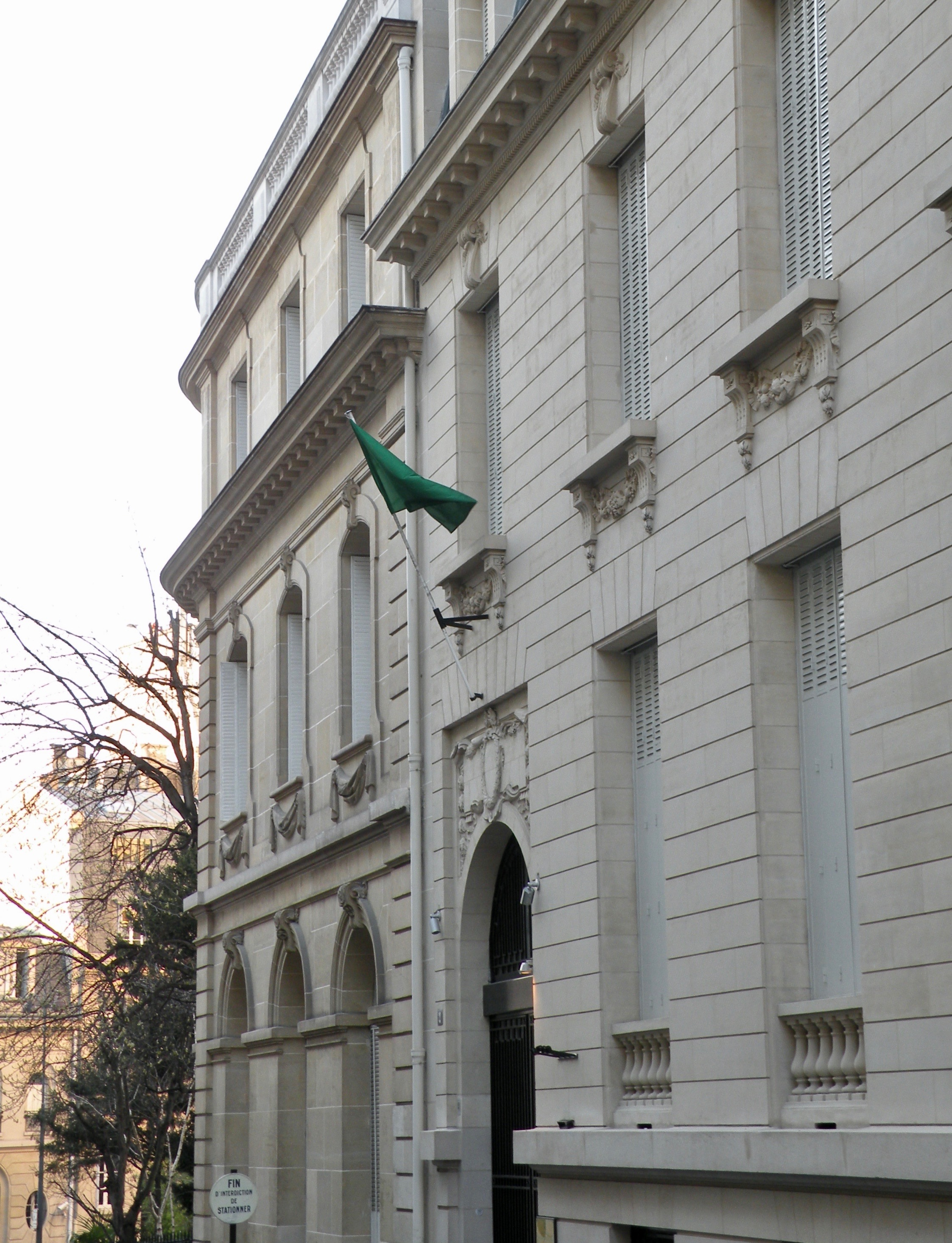
L'ancien drapeau de la Libye, de l'époque de la Jamahiriya arabe, flotte au-dessus de l'entrée de l'ancienne ambassade libyenne, 2, rue Charles-Lamoureux, en 2009.

L'ambassade de Libye possède également un immeuble au 2, rue Charles-Lamoureux, dans le 16e arrondissement de Paris.